# Smed

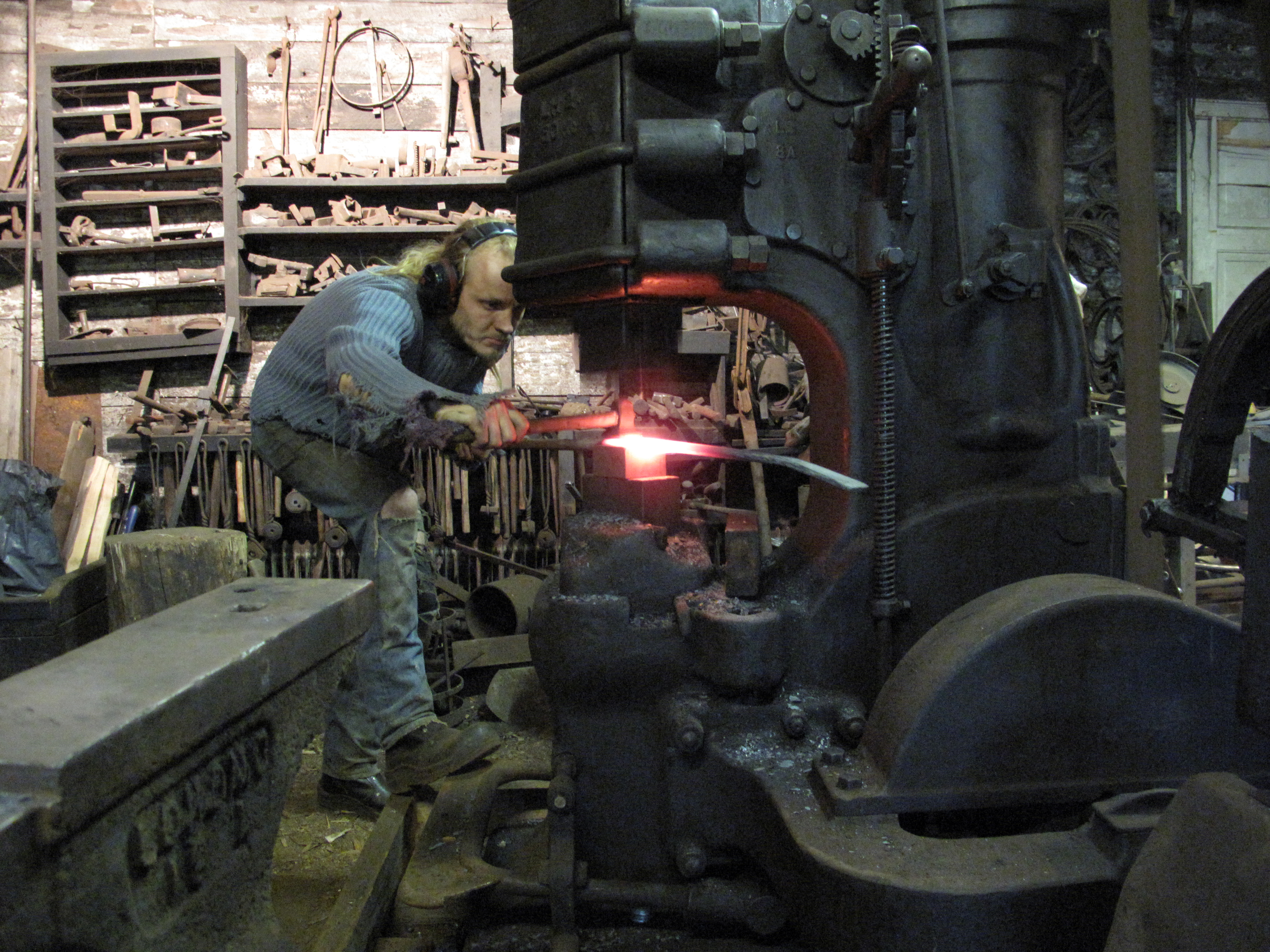
Smed.

Smed är ett hantverksyrke. En smed ägnar sig åt smide.
Smed är ett begrepp som egentligen täcker olika yrken. En smed kan arbeta med rent konsthantverk. Men mycket vanligare är arbete på smidesverkstäder med hantverksmässig tillverkning, med montage/tillverkning på byggen och i industrin och då är det vanligt att smederna kallas för stålbyggare. Smeder arbetar med olika slags svetsmetoder såsom till exempel TIG, MIG osv. Kraven på svetslicens enligt EN 287, europalicens, gäller för de flesta slags uppdrag inom yrket.
Som smed i industrin eller på mindre smidesverkstäder och byggen tillverkar man olika detaljer i metaller såsom till exempel rostfritt stål, svartjärn, aluminium osv.
Smederna använder sig av hammare och olika typer av pressar för att bearbeta materialet maskinellt. De använder också andra maskiner och verktyg såsom valsar och gradsaxar.
Smeden utför sitt arbete inom verkstads- och byggnadssmide, stålverk och plåtslagerier. Smeder utför ofta beställningsarbeten. Det kan vara konstruktions-, inrednings- och utsmyckningsdetaljer i samband med byggnation eller ROT-jobb. Ibland, vid större skulpturer och utsmyckningar i metall, arbetar smeder på anvisning från konstnärer. Smeder deltar också i montagearbeten på byggen. En fullt kompetent smed är litet av tusenkonstnär och behärskar oftast flera olika svetstekniker, olika material och har visst konstruktionskunnande samt klarar att räkna på kurvor och vinklar. De flesta smidesföretag har mindre än 15 anställda.